# Wallis von Carrighmain

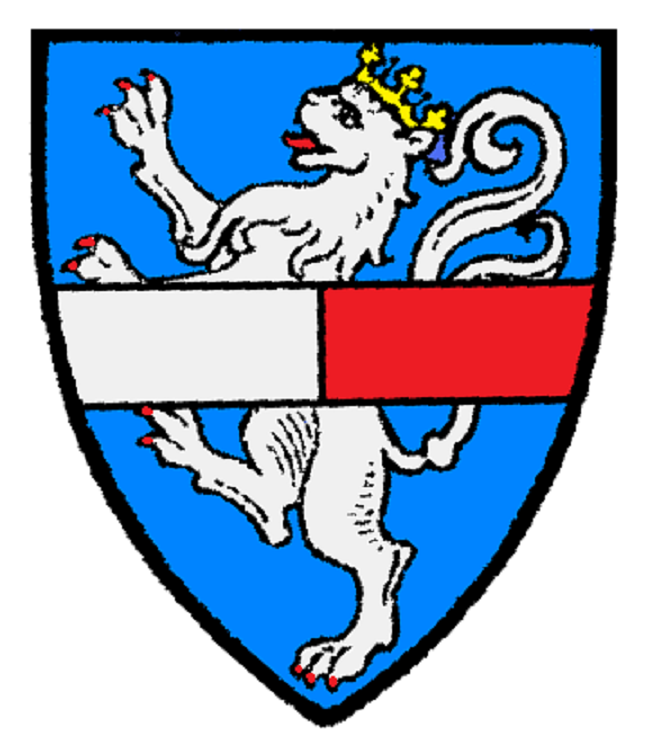
Stammwappen der Walsh/Wallis

Das Geschlecht der Grafen von Wallis, Freiherrn von Carrighmain oder Karighmain auch Grafen von Wallis auf Carrighmain stammt ursprünglich aus Frankreich. Es erwarb Güter und Ansehen in Irland und Schottland. Ein Zweig der Familie trat sodann in kaiserlich-österreichische Dienste. Angehörige der Familie bekleideten im Laufe der Zeit einflussreiche Hof- und Staatsämter und stellten zahlreiche Offiziere in der kaiserlichen Armee. Sie gründeten Bibliotheken auf allen ihren böhmischen und mährischen Schlössern, die umfangreichsten in Koleschowitz, Mährisch Budwitz und in Budischkowitz.

## Geschichte

### In Irland und Schottland

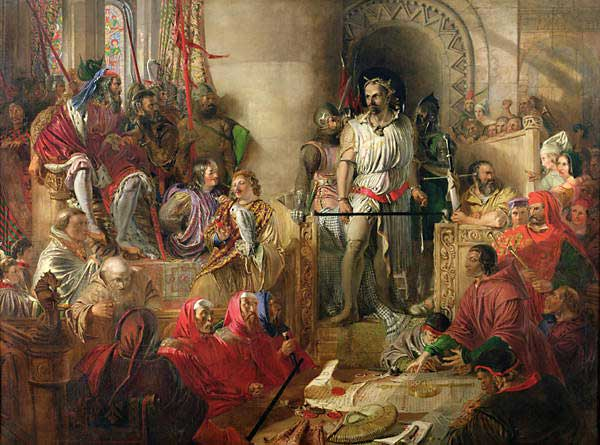
Der Prozess gegen William Wallace in Westminster

Die Familie der Wallis von Carrighmain ist eine sehr alte, nach Ernst Heinrich Kneschke ursprünglich französische Familie, welche schon in der zweiten Hälfte des 12. Jahrhunderts, zur Zeit König Heinrichs II. von England, das Schloss und Gebiet von Carrickmines in der nähe von Dublin in Irland, von welchem dieselbe noch jetzt den freiherrlichen Titel führt, sowie schottische Güter am Abhange des Walliser Gebirges besaß. William Wallace (auch: „William Walsh“) wird unter den schottischen Baronen, welche im Erbfolgestreit der Häuser Balliol und Bruce zum Haus Balliol standen erwähnt. Nach Norman Davies stammte er aus einer cumbrischen Familie des ehemaligen Königreichs Strathclyde, da sein Nachname Wallace (Uallas) Waliser bedeutet. Die Feststellung des Namens seines Vaters ist ebenso nicht eindeutig, tradiert wird er als Malcolm Wallace, jedoch steht auch der Ritter David Wallace aus dem Gefolge von James Stewart zur Disposition, der aus Riccarton bei Galston in Ayrshire stammte. Als Johann von Balliol 1291 als König von Schottland anerkannt worden war, stand dieser William Wallace mit demselben gegen Edward I. von England („Edward Longshanks“) auf, der die Oberherrschaft über Schottland beanspruchte. William Wallace, welcher in Folge der Schlacht bei Irvine und bei Sterling (1297) vom Volk den Namen „Held von Schottland“ erhielt, wurde von seinem König geehrt: Wegen der kühnen Verteidigung der Brücke von Sterling forderte der König von Schottland William auf, sich eine Gnade zu erbitten. Darauf hob William sein weißes, mit Blut beflecktes Feldzeichen empor und sagte: „Quod ero – spero“ [„Lass mich werden, was ich zu hoffen wage.“], worauf der König befahl, dass das Wappenbild, der aufgerichtete, silberne Löwe in Blau mit einer queren, halb silbernen, halb roten Ehrenbinde belegt, und o. a. Worte von den Herren zu Karighmain als Devise angenommen werden sollten. Nach dem Sieg über England als Ritter zum Guardian of Scotland ernannt, wurde er aber am 22. Juli 1298 von Eduard in der Schlacht von Falkirk besiegt. Hiernach hielt er sich wahrscheinlich zeitweise in Frankreich auf und wurde 1305, verraten, bei Glasgow gefangen genommen und in London wegen Hochverrats gegenüber Edward I. hingerichtet. Später blühten die Herren zu Karighmain in Schottland und Irland mehrere Jahrhunderte hindurch und waren durch Eheschließungen mit den vornehmsten Häusern verbunden. Nach seines Vaters Richard Tod begab sich dessen älterer Sohn Theobald wieder auf die britische Insel zurück, wo mit der Regierung Karls I. günstigere Verhältnisse für die katholischen Vasallen eintraten und wo der Name Wallis (Walsh) noch in der englischen und irischen Baronage fortlebt.

### In Österreich und Böhmen
Im Jahr 1622 verließ Richard Wallis von Carrickmines, (County Dublin) († November 1632) mit seinen Söhnen Theobald und Olivier die angestammten Güter, um der Katholikenverfolgung unter Oliver Cromwell zu entgehen. Er wandte sich nach Deutschland, wo alle drei unter den ersten irischen Offizieren waren, die Kriegsdienste im Heere Kaiser Ferdinands II. nahmen. Richard wurde k. k. Oberst und starb an den in der Schlacht bei Lützen erhaltenen Wunden in Magdeburg. Während sein älterer Sohn wieder in die alte Heimat zurückkehrte, blieb der jüngere Sohn Olivier (* 1600; † 21. Juni 1667), in deutschen Landen. Dieser stieg im Dreißigjährigen Krieg von Ehrenstelle zu Ehrenstelle. Er erhielt ein Regiment, das Böhmische Inkolat bei den Freiherren am 12. Dezember 1651 und die Kämmererwürde. Zuvor wurde er als Beweis der Anerkennung seiner 1645 vor Olmütz bewährten Tapferkeit mit einer goldenen Gnadenkette dekoriert. Der Freiherr wurde später Kommandant von Sathmar, avancierte zum Generalfeldwachtmeister (Rang vom 5. Januar 1666) und starb als kommandierender General jenseits der Theiß. Er war der gemeinschaftliche Stammvater der sodann entstandenen zwei Linien der gräflichen Familie. Die erste dieser Linien stiftete der ältere Sohn des Freiherrn Olivier, Ernst Georg, die zweite der jüngere Sohn, Franz Ernst. Die Abstammung der Glieder beider Linien ergeben folgende Ahnentafeln:
Erste Linie auf Kolleschowitz:

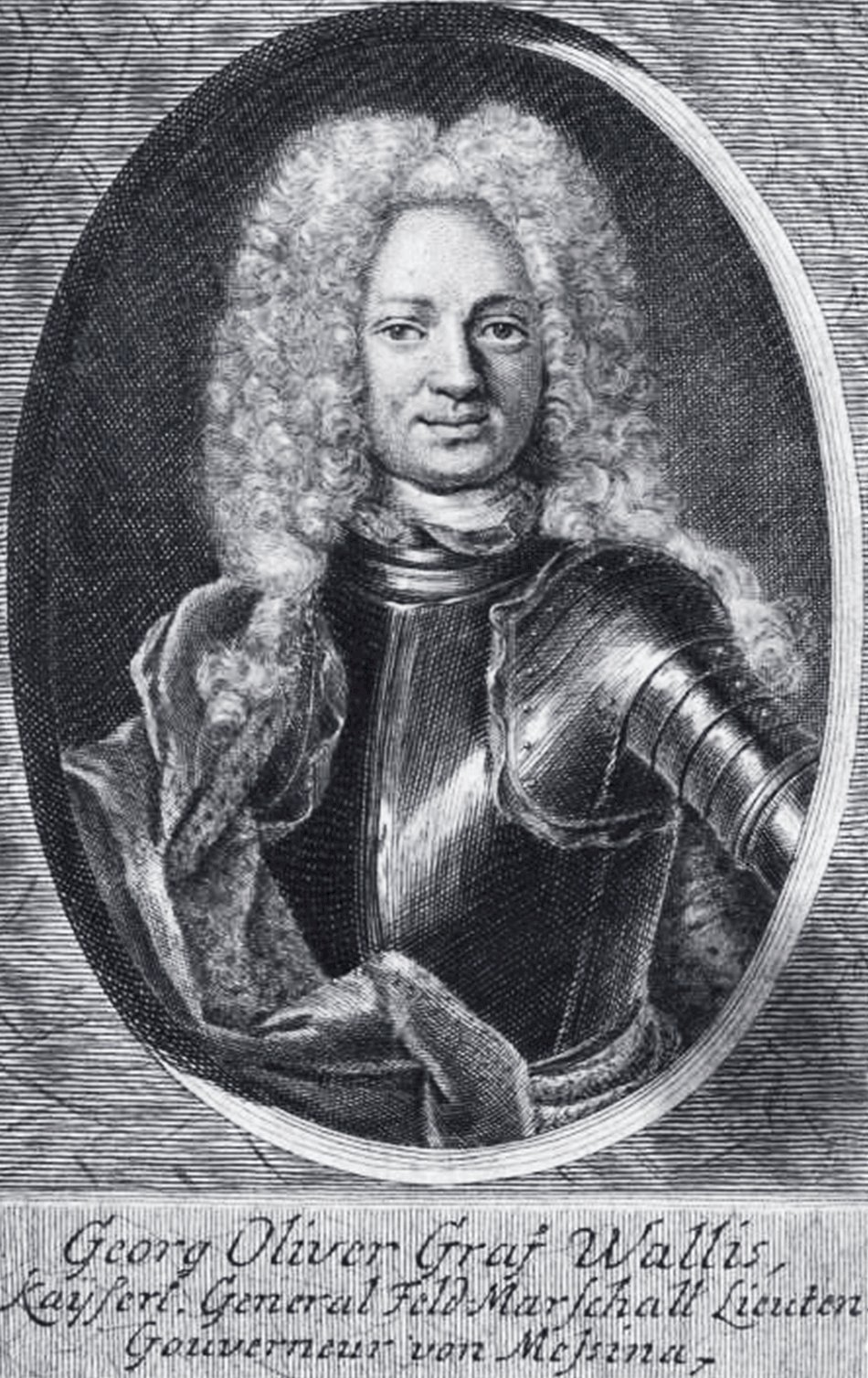
Georg Olivier Graf von Wallis

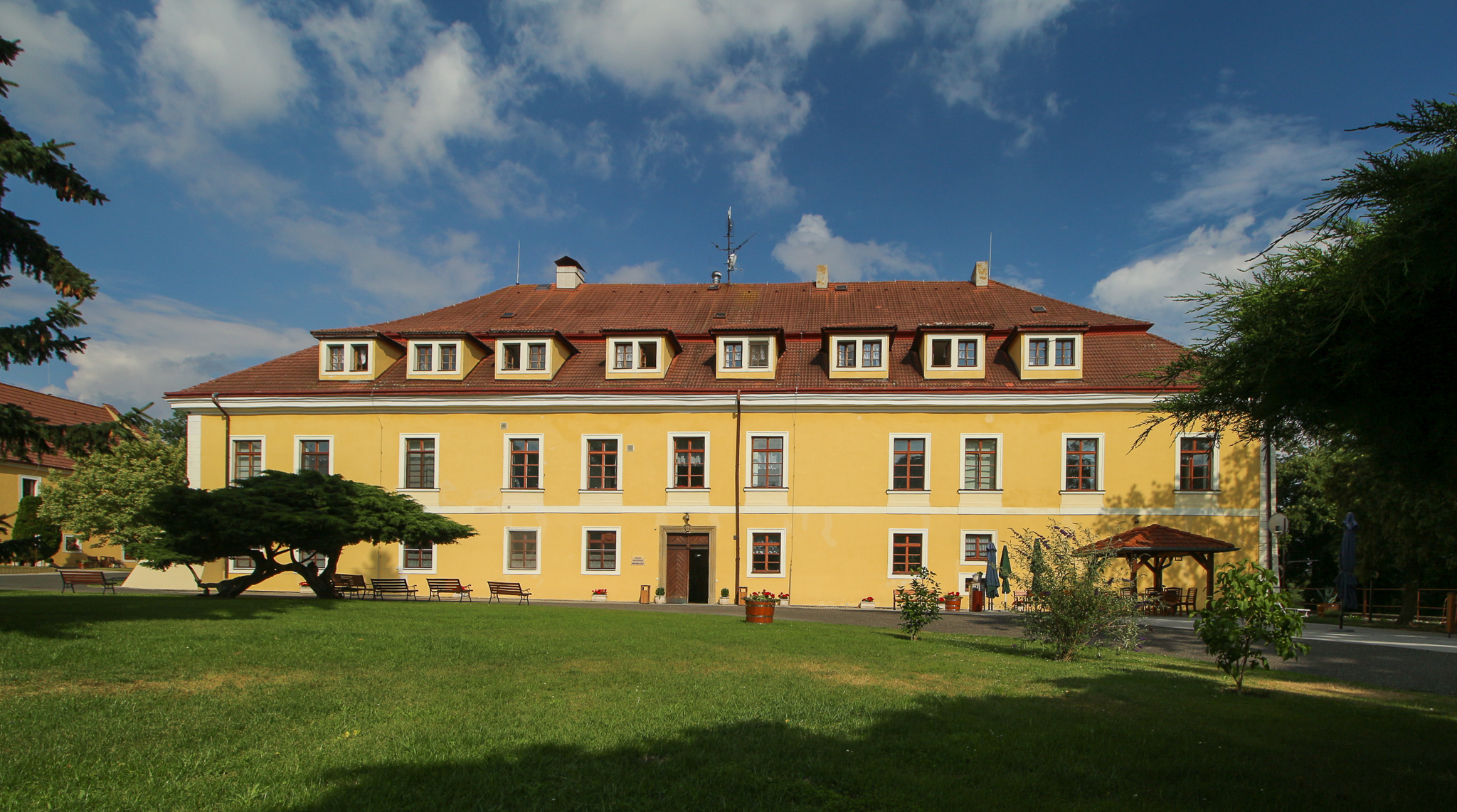
Schloss in Kolleschowitz

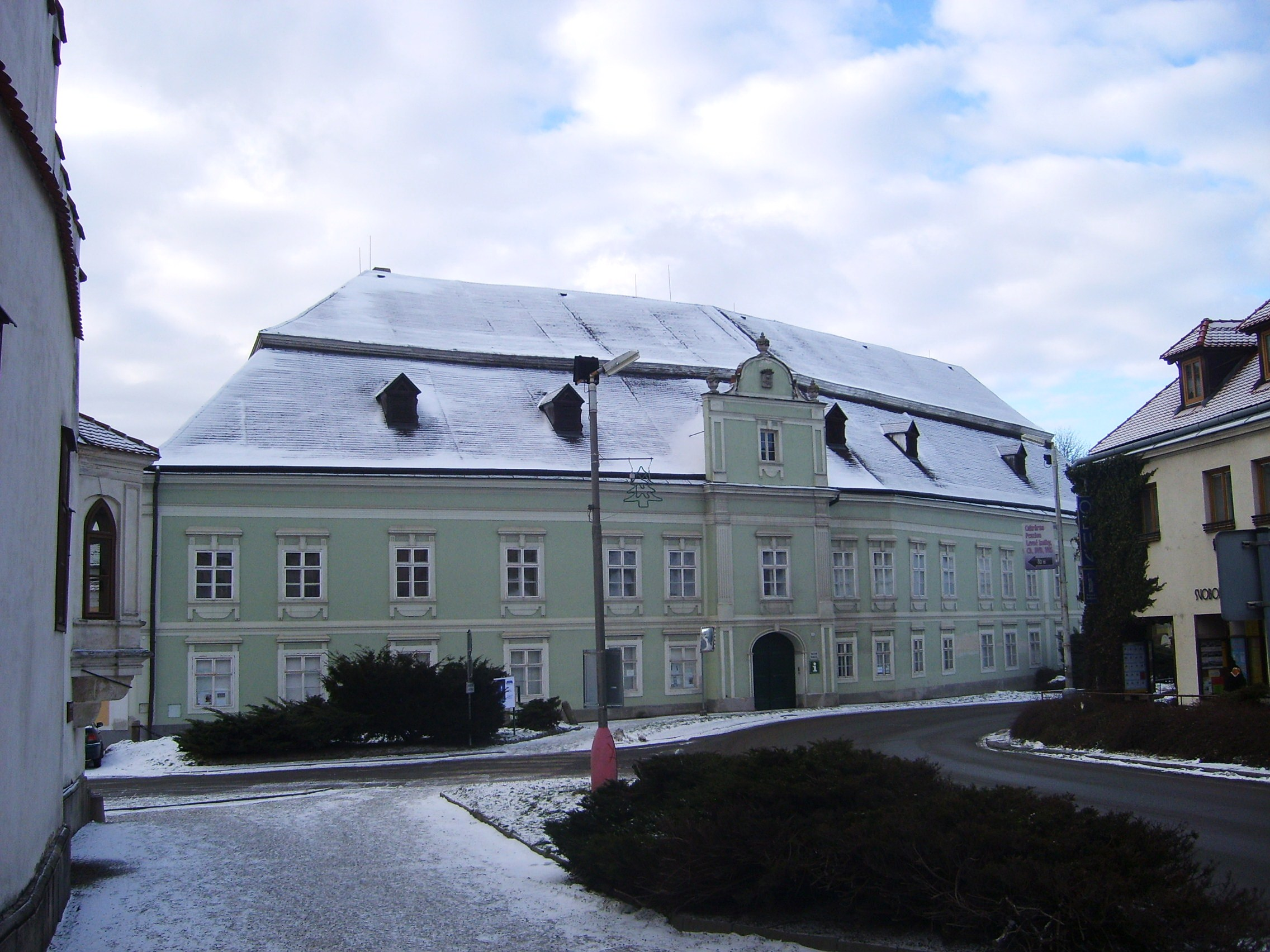
Schloss in Mährisch Budwitz

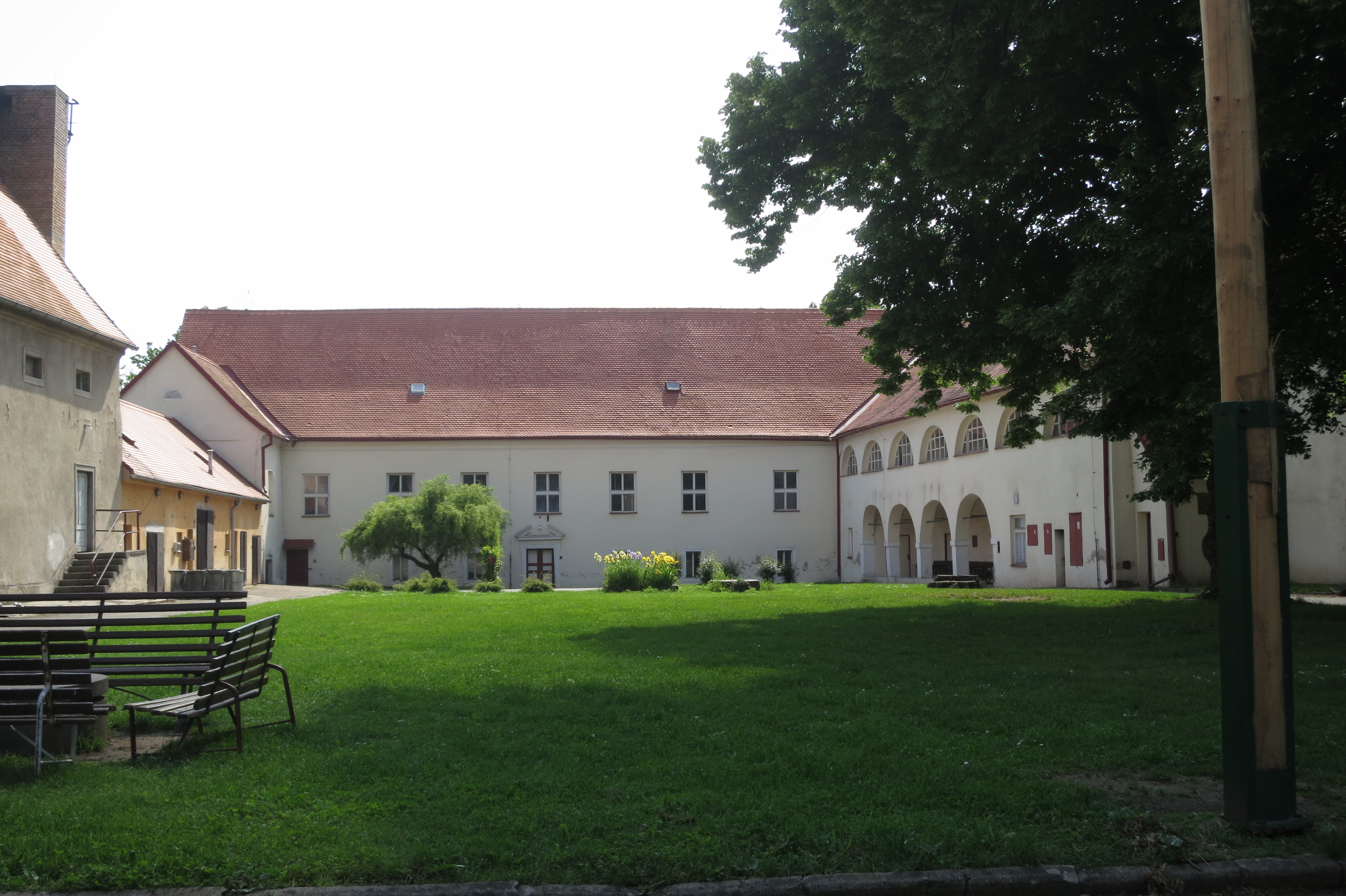
Schloss in Butsch

Ernst Georg, Sohn des Olivier (* 1637; † 6. September 1689), k. k. wirklicher Kämmerer, Herr auf Welchau, Kunzendorf und Kolleschowitz, wählte ebenfalls die Militärlaufbahn, war am 5. September 1685 Generalfeldwachtmeister, am 7. Oktober 1688 Feldmarschallleutnant und starb bei der Belagerung von Mainz 1689. Mit seiner Gemahlin Maria Magdalene Gräfin von Attems-Petzenstein (1657–1712) zeugte er mehrere Kinder, darunter die beiden später sehr angesehenen Offiziere:
- Georg Olivier Graf von Wallis (1673–1744) war k. k. wirklicher Geheimer Rat Gouverneur von Messina und kaiserlicher Generalfeldmarschall. Seine zweite Gemahlin Maria Theresie Gräfin von Kinsky (* 18. Oktober 1721; † 13. August 1752) heiratete er am 18. August 1743. Deren Sohn Stephan Olivier (* 1. Oktober 1744; † 5. Februar 1832) war Herr der Herrschaften Koleschowitz, Petrowitz etc., k. k. Kämmerer und niederösterreichischer Regierungsrat. Er vermählte sich am 3. Mai 1766 mit Maria Franziska Gräfin von Colloredo (* 2. April 1746; † 25. Januar 1795). Rudolph Olivier (* 30. Juli 1767; † 18. Juni 1833), Herr zu Koleschowitz, Petrowitz und Hoch-Libin, k. k. Kämmerer, Major und erster Stallmeister, ehelichte am 25. Oktober 1797 Eleonore Gräfin von Kollonitz von Kollograd (* 2. Juli 1776; † 8. April 1827). Deren Sohn Friedrich Olivier führte die Linie fort.
- Franz Paul Graf von Wallis (1678–1737), Generalfeldzeugmeister und Erbherr von Kunzendorf in der damals unmittelbar zu Böhmen gehörenden Grafschaft Glatz.

Den beiden sowie ihrem Bruder Johann Hugo wurde der erbländisch-österreichische sowie böhmische Grafenstand von Kaiser Joseph I. am 18. März 1706 zu Laxenburg mit der Benennung Grafen von Wallis, Freiherren von Karighmain verliehen.
Mit dem Tode des Grafen Georg (s. u.), Urenkels des Georg Olivier, am 13. Dezember 1928 erlosch dieser Familienzweig im Mannesstamme und mit ihm die Familie in Österreich.
2. Linie auf Budwitz:
Franz Ernst († 12. Dezember 1702), Freiherr und k. k. wirklicher Kämmerer, jüngerer Sohn des Oliviers und Bruder des Ernst Georg heiratete Anna Theresia von Rziczan († 1722). Sein Sohn Franz Wenzel (* 4. Oktober 1696; † 14. Januar 1774), Herr auf Budwitz, war wirklicher Geheimer Rat, Ritter des Ordens vom Goldenen Vlies und Offizier, am: 3. Januar 1734 Generalfeldwachtmeister, 31. März 1735 Feldmarschallleutnant, 27. Juni 1745 Feldzeugmeister, 30. Juni 1754 Feldmarschall. Er erhielt von Kaiser Karl VI. am 14. Juli 1724 zu Wien den Reichsgrafenstand und nach seiner Ernennung zum Feldmarschallleutnant am 16. Mai 1736 zusammen mit den Brüdern Patricius und Robert Freiherrn von Wallis sowie ihren Vettern Edmund, Philipp und Olivier auch die österreichische und böhmische Grafenwürde. Er ehelichte Maria Rosa Regina Gräfin von Thürheim (* 7. September 1705; † 20. März 1777) am 23. Juli 1726. Deren ältester Sohn Franz Ernst (II.) (* 23. Februar 1729; † 18. April 1784) war k. k. Kämmerer, wirklicher Geheimer Rat, Vize-Appellationsgericht-Präsident und Oberst-Hof-Lehensrichter in Böhmen. Seine Gemahlin war seit dem 17. Oktober 1759 Maria Maximiliane Gräfin von Schaffgotsche (* 6. Februar 1741; † nach 1805). Sohn Joseph (* 31. August 1767; † 18. November 1818) war Staats- und Konferenzminister, vermählt am 11. September 1788 mit Maria Luise Gräfin von Waldstein-Dux (* 11. Juni 1768; † um 1828).
Deren Sohn Maximilian (* 27. Juni 1789; † 30. Juli 1864), verheiratet seit 4. Juli 1819 mit Maria Gräfin von Hoyos (* 22. Juli 1800; † 4. Dezember 1882), pflanzte diesen Familienast fort; er erlosch im Mannesstamme mit dem Tod seines Enkels, des Grafen Josef (* 9. Februar 1862), am 1. Dezember 1928.
Josefs Schwester Marie, verheiratet mit Rudolf Altgrafen zu Salm-Reifferscheidt-Raitz (* 1866; † 1919), starb am 23. April 1936 in Budischkowitz als letzte Vertreterin ihres Geschlechtes in den österreichischen Landen.

## Weitere Vertreter
- Franz Olivier Graf von Wallis (* 26. September 1838; † 1. Februar 1895), Offizier, am: 1. November 1886 (Rang vom 25. Oktober des Jahres) Generalmajor, 1. Mai 1891 Feldmarschalleutnant ad honores und pensioniert.[10]
- Franz Wenzel Graf von Wallis (1696–1774), österreichischer Feldmarschall, k.u.k. Kämmerer, Oberst des Regiments Alt-Wallis und Ritter des Ordens vom Goldenen Vlies, Herr auf Mährisch Budwitz, Vater des Franz Ernst, Michael Johann und des Olivier Remigius.
- Georg Graf von Wallis (* 23. April 1856 in Kolleschowitz; † 13. Dezember 1928 in Wien) war ab 1894 Erzieher des späteren Kaisers Karl I.,[11] wurde am 1. Mai 1911 (Rang vom 5. des Monats und Jahres) Generalmajor, am 1. November 1913 pensioniert und am 23. November 1916 Titular-Feldmarschalleutnant.[12] Er war Ordensträger (Ritter) des Goldenen Vlieses und mit Sophie Erdödi, Gräfin von Palffy (* 28. Februar 1865 in Graz; † 8. November 1933 in Wien) vermählt.
- Joseph Graf von Wallis (1767–1818), Sohn des Franz Ernst (II.), 1788 Herr auf Butsch, mährisch-schlesischer Statthalter, 1808 Oberstburggraf des Königreichs Böhmen, 1810 Vorsitzender der Hofkammer und später Staats- und Konferenzminister, 1817 Präsident des Obersten Gerichtes, Ritter des Ordens vom Goldenen Vlies.
- Joseph Olivier Graf von Wallis (* 1821; † 15. Februar 1887), Offizier, am: 14. November 1867 (Rang) Generalmajor, 29. Oktober 1873 (Rang) Feldmarschalleutnant, 1. Januar 1877 pensioniert[10]
- Michael Johann Graf von Wallis (1732–1798), Sohn des Franz Wenzel, österreichischer Feldmarschall und von 1791 bis 1796 Präsident des Hofkriegsrates.
- Olivier Remigius Graf von Wallis (1. Oktober 1742; † 19. Juli 1799), Sohn des Franz Wenzel, österreichischer Offizier, am: 26. November 1777 mit Rang vom 29. April des Jahres Generalmajor, 4. Oktober 1787 (Rang) Feldmarschalleutnant, 21. Mai 1794 mit Rang vom 12. Juli des Jahres Feldzeugmeister.[5]
- Patrick Olivier Graf von Wallis (* 1724; † 14. November 1787), Offizier, am: 19. Januar 1771 mit Rang vom 14. April 1764 Generalmajor, 27. Februar 1778 Feldmarschallleutnant.

## Familienmitglieder im Generalsrang

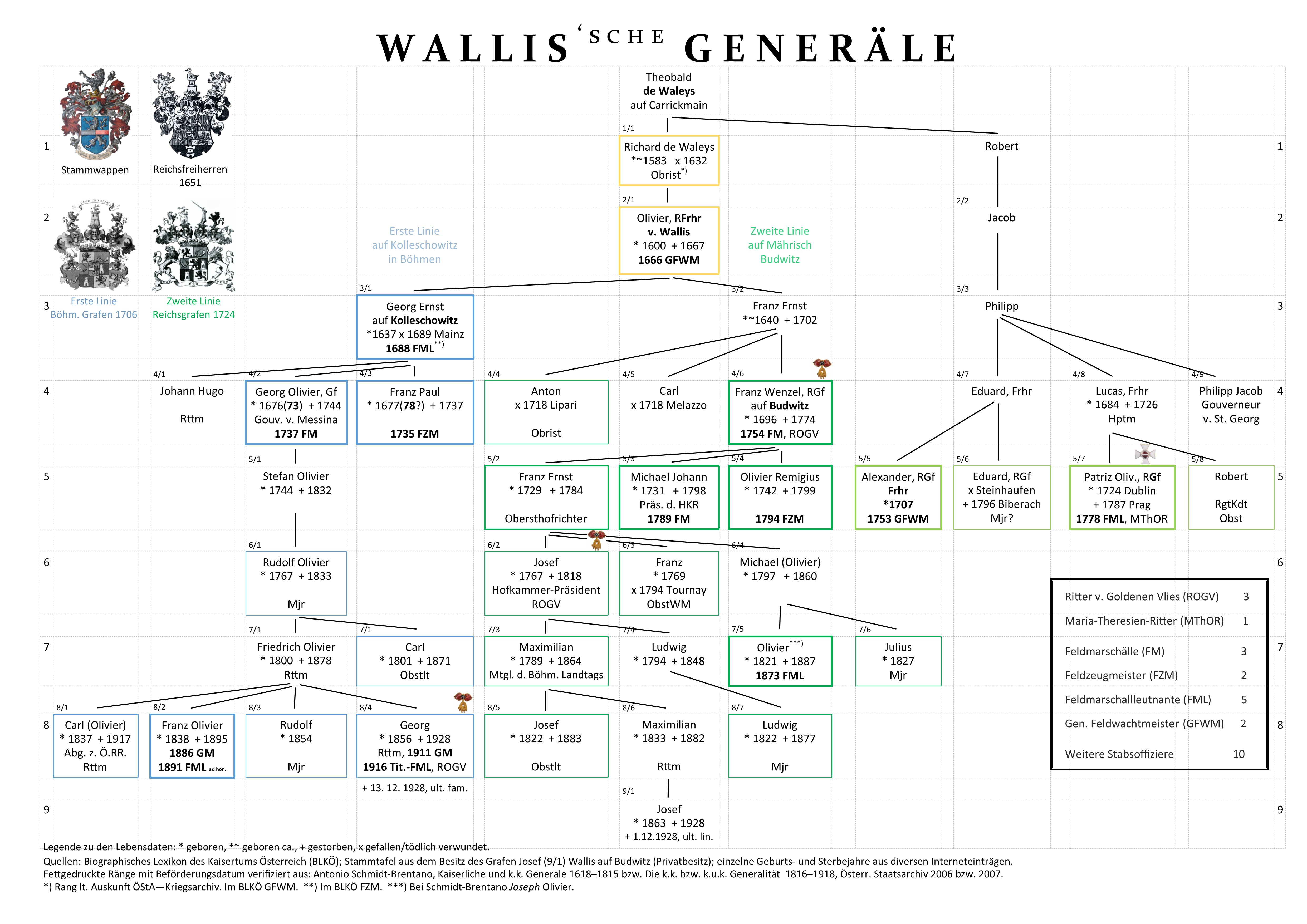
Übersichtstafel Generäle aus der Familie Wallis

## Wappen

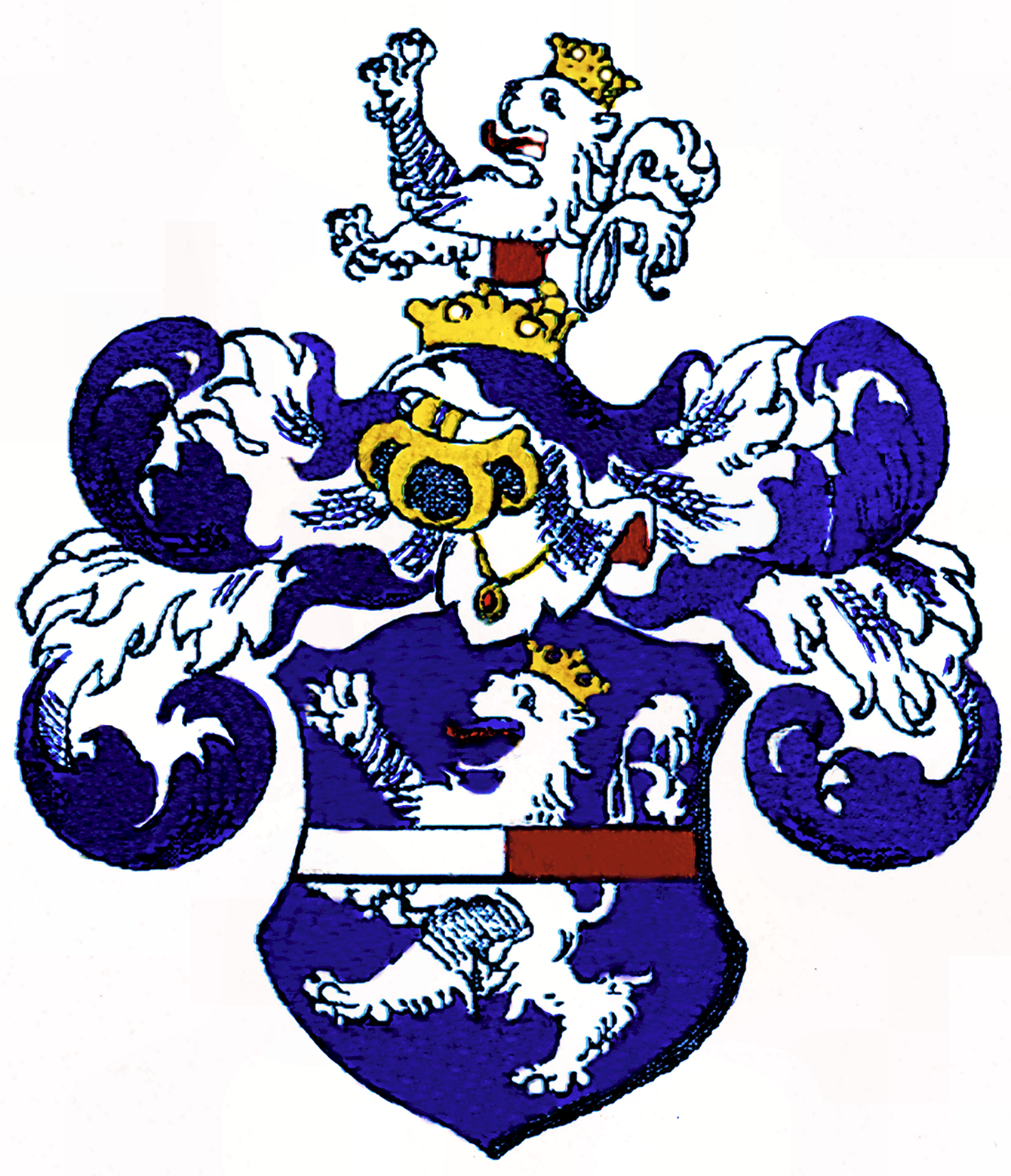
Stammwappen der Wallis nach Kadich u. Blajek, Mähr. WB 1899, T. 121

### Stammwappen

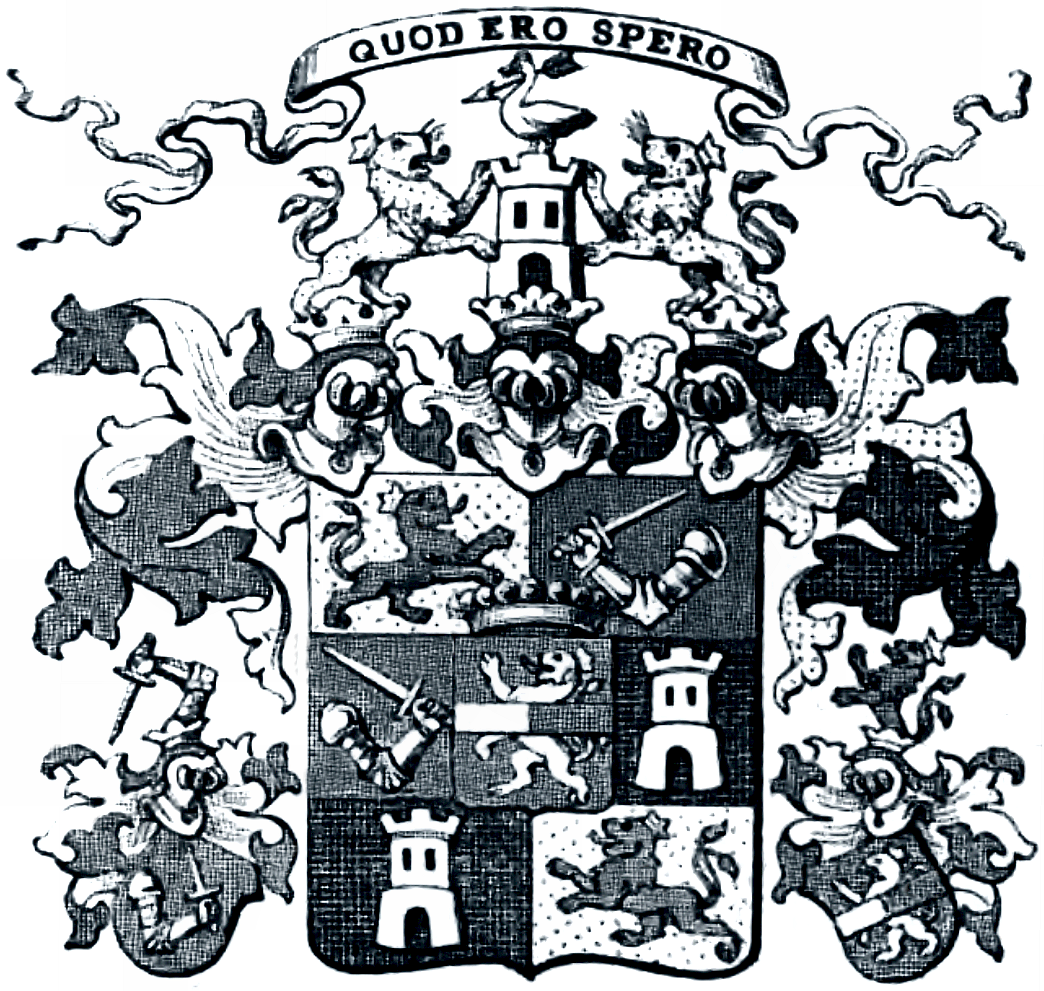
Wappen der Grafen von Wallis 1706

Seit 1297: Schild in Blau, darin ein gekrönter silberner Löwe, doppelschweifig und rechts gekehrt, überlegt mit einem von Silber und Rot gespaltenen Balken. Gekrönter Helm, aus dem die Schildesfigur aus der Krone wächst. Die Decken sind rot-silbern, nach anderen blau-silbern.

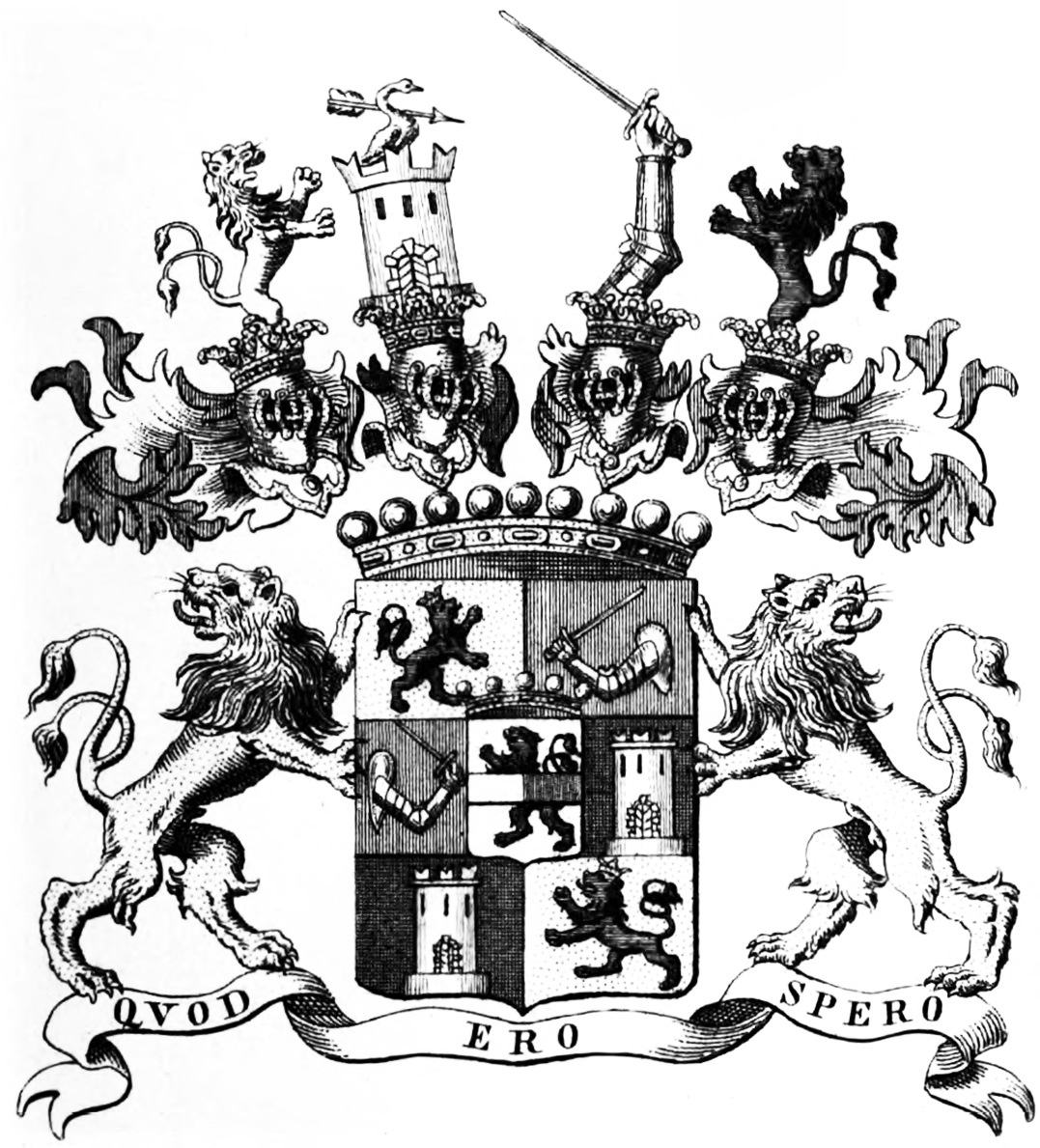
Wappen von 1724: Reichsgrafen von Wallis

### Grafenwappen
Erste Linie (erbländisch-österreichisches Diplom vom 18. März 1706): Schild der Länge nach einmal und quer zweimal geteilt, sechsfeldrig, mit Mittelschild. Im blauen, mit einer Grafenkrone gekrönten Mittelschild ein rechtsgekehrter, gekrönter, silberner Löwe, über welchen ein von Silber und Rot der Länge nach geteilter Querbalken gezogen ist (Stammwappen). 1 und 6 in Gold ein einwärtsgekehrter, gekrönter, doppelt geschweifter, blauer Löwe. 2 und 3 in Roth ein einwärtsgekehrter, silberner, geharnischter Arm mit einem auswärtsgekehrten Schwerte in der Hand. 4 und 5 in Schwarz ein silbernes Kastell mit drei Zinnen, zwei nebeneinanderstehenden Fenstern und offenem Tor. Auf dem Schild stehen drei gekrönte Helme. Der rechte Helm trägt einen einwärtssehenden, gekrönten und doppelt geschweiften, goldenen Löwen. Auf dem mittleren Helm steht das Kastell des 4. und 5. Feldes, und auf der mittleren Zinne desselben sitzt ein rechtssehender Schwan, durch dessen Rücken ein gefiederter Pfeil schräglinks geschossen ist, und auf dem linken Helm steht, ganz wie auf dem rechten Helm, ein Löwe. Beide Löwen halten mit den Vorderpranken das Kastell. Neben dem Hauptschild schwebt noch auf beiden Seiten ein ausgeschweifter, kleiner Schild mit Helm und Helmschmuck. Der rechtsstehende Schild zeigt in Rot den geharnischten Arm des 3. Feldes, und derselbe wiederholt sich auch auf dem gekrönten Helm. Im linksstehenden Schild erscheint das Wappenbild des Mittelschildes, und auf dem gekrönten Helm wächst der gekrönte, doppelt geschweifte Löwe empor. Die Helmdecken des Hauptschildes sind rechts rot und silbern, links blau und silbern, und die der Nebenschilde rot und silbern. Über dem Wappen fliegt ein silbernes Band mit der Devise: Quod ero spero.
Zweite Linie (reichsgräfliches Diplom vom 14. Juli 1724): Schild mit Mittelschild ganz wie oben bei dem Wappen der ersten Linie beschrieben. Auf dem Schild über der Grafenkrone erheben sich vier gekrönte Helme. Der rechte trägt den gekrönten und doppelt geschweiften, silbernen Löwen des Mittelschildes, mit dem von Silber und Rot der Länge nach geteilten Querbalken belegt, einwärtssehend und wachsend, der zweite das Kastell, auf dessen Zinnen der beschriebene Schwan sitzt. Über dem dritten befindet sich ein geharnischter Arm, welcher in der Hand ein nach oben und außen gerichtetes Schwert hält, und über dem linken Helm ein einwärtssehender, gekrönter, doppelt geschweifter, blauer, wachsender Löwen. Die Decken sind rechts rot und silbern, links schwarz und golden, und den Schild halten zwei auswärtssehende, doppelt geschweifte Löwen, welche auf einem Bande mit der angeführten Devise stehen.

## Wappengalerie

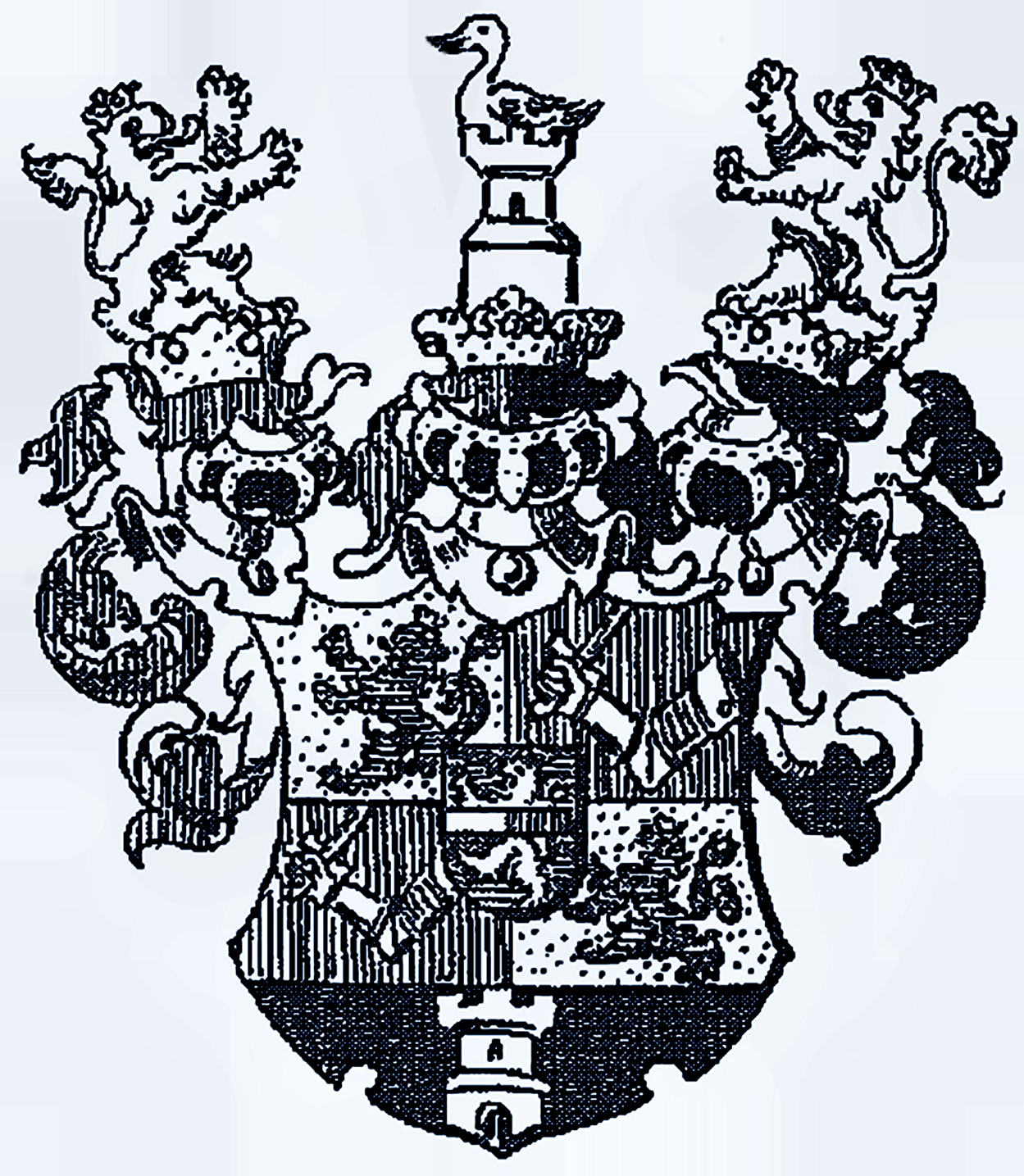
Wappen der Freiherrn von Wallis 1651
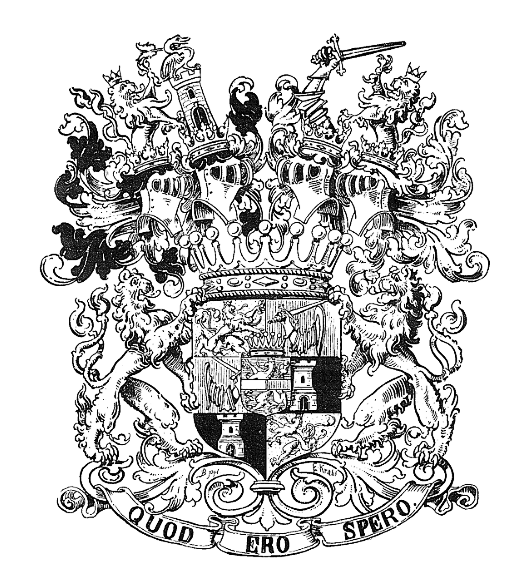
Wappen für Ernst Graf von Wallis in Ernst August Krahl: Mährisches WB 1888, S. 108